# Derek Strong
Derek Lamar Strong  (Los Ángeles, California, 9 de febrero de 1968) es un exjugador de baloncesto estadounidense. Con 2,03 metros de estatura, jugaba en la posición de ala-pívot.

## Trayectoria deportiva

### Universidad
Jugó durante cuatro temporadas con los Musketeers de la Universidad de Xavier, en las que promedió 13,4 puntos,  y 8,4 rebotes y 0,7 asistencias por partido.

#### Estadísticas
| Año     | Equipo | PJ | PT | MPP  | %TC  | %3P  | %TL  | RPP | APP | ROB | TPP | PPP  |
| ------- | ------ | -- | -- | ---- | ---- | ---- | ---- | --- | --- | --- | --- | ---- |
| 1987–88 | Xavier | 30 | -  | 22.3 | .569 | .000 | .718 | 7.1 | 0.8 | 0.7 | 0.4 | 10.6 |
| 1988–89 | Xavier | 33 | 31 | 29.8 | .617 | .000 | .817 | 8.0 | 0.5 | 0.8 | 0.5 | 15.3 |
| 1989–90 | Xavier | 33 | 31 | 29.7 | .533 | .000 | .839 | 9.9 | 0.9 | 0.8 | 0.8 | 14.2 |
| Total   | Total  | 96 | 62 | 27.4 | .573 | .000 | .802 | 8.4 | 0.7 | 0.8 | 0.6 | 13.4 |

### Profesional
Fue elegido en la segunda ronda, con la posición 47 en el  Draft de la NBA de 1990 por los Philadelphia Sixers.  Su primer equipo como profesional fue el Huesca la Magia, equipo en el que promedió 16,5 puntos y 10 rebotes en 22 partidos. El reto de su carrera deportiva jugaría en su país, sobre todo en la NBA donde contabiliza 6.8 puntos, 4.7 rebotes en 456 partidos durante 10 años. También tendría experiencias breves en la CBA, en los Quad City Thunder y en los Columbus Riverdragons.

## Estadísticas de su carrera en la NBA

### Temporada regular
| Año     | Equipo        | PJ  | PT | MPP  | %TC  | %3P  | %TL  | RPP | APP | ROB | TPP | PPP  |
| ------- | ------------- | --- | -- | ---- | ---- | ---- | ---- | --- | --- | --- | --- | ---- |
| 1991–92 | Washington    | 1   | 0  | 12.0 | .000 | .000 | .750 | 5.0 | 1.0 | 0.0 | 0.0 | 3.0  |
| 1992–93 | Milwaukee     | 23  | 0  | 14.7 | .457 | .500 | .800 | 5.0 | 0.6 | 0.5 | 0.0 | 6.8  |
| 1993–94 | Milwaukee     | 67  | 11 | 16.9 | .413 | .231 | .772 | 4.2 | 0.7 | 0.6 | 0.2 | 6.6  |
| 1994–95 | Boston        | 70  | 24 | 19.2 | .453 | .286 | .820 | 5.4 | 0.6 | 0.3 | 0.2 | 6.3  |
| 1995–96 | L.A. Lakers   | 63  | 0  | 11.8 | .426 | .111 | .812 | 2.8 | 0.5 | 0.3 | 0.2 | 3.4  |
| 1996–97 | Orlando       | 82  | 21 | 24.4 | .447 | .000 | .803 | 6.3 | 0.9 | 0.6 | 0.2 | 8.5  |
| 1997–98 | Orlando       | 58  | 8  | 28.2 | .420 | .000 | .781 | 7.4 | 0.9 | 0.5 | 0.4 | 12.7 |
| 1998–99 | Orlando       | 44  | 0  | 15.8 | .422 | .000 | .717 | 3.7 | 0.4 | 0.3 | 0.2 | 5.1  |
| 1999–00 | Orlando       | 20  | 0  | 7.4  | .438 | .250 | .786 | 2.2 | 0.2 | 0.3 | 0.1 | 2.7  |
| 2000–01 | L.A. Clippers | 28  | 8  | 17.5 | .385 | .000 | .757 | 3.9 | 0.3 | 0.5 | 0.0 | 4.2  |
| Total   | Total         | 456 | 72 | 18.7 | .430 | .180 | .786 | 4.9 | 0.6 | 0.4 | 0.2 | 6.8  |

### Playoffs
| Año     | Equipo  | PJ | PT | MPP  | %TC  | %3P  | %TL   | RPP  | APP | ROB | TPP | PPP  |
| ------- | ------- | -- | -- | ---- | ---- | ---- | ----- | ---- | --- | --- | --- | ---- |
| 1994–95 | Boston  | 4  | 1  | 20.3 | .333 | .000 | .500  | 6.0  | 0.8 | 0.8 | 0.3 | 2.8  |
| 1996–97 | Orlando | 5  | 5  | 39.0 | .525 | .000 | .760  | 10.0 | 0.8 | 0.4 | 0.4 | 12.2 |
| 1998–99 | Orlando | 1  | 0  | 16.0 | .500 | .000 | 1.000 | 0.0  | 0.0 | 1.0 | 0.0 | 4.0  |
| Total   | Total   | 10 | 6  | 29.2 | .481 | .000 | .727  | 7.4  | 0.7 | 0.6 | 0.3 | 7.6  |